# Mimegralla lunaria
Mimegralla lunaria är en tvåvingeart som först beskrevs av Osten Sacken 1881.  Mimegralla lunaria ingår i släktet Mimegralla och familjen skridflugor.
Artens utbredningsområde är Moluckerna. Inga underarter finns listade i Catalogue of Life.